# Jastrzębskie Zakłady Remontowe
Jastrzębskie Zakłady Remontowe Sp. z o.o. – przedsiębiorstwo usługowo-produkcyjne wchodzące w skład Grupy JSW z siedzibą w Jastrzębiu-Zdroju wykonujące szeroki zakres prac remontowych i górniczych, przede wszystkim dla górnictwa węgla kamiennego. Głównymi kontrahentami JZR są kopalnie Jastrzębskiej Spółki Węglowej S.A. JZR powstały 1 lipca 1998 r. na bazie „Zakładów Remontowych” – jednostki stanowiącej zaplecze remontowe kopalń JSW. Prezesem JZR jest Rafał Rychter. W spółce pracuje obecnie ok. 400 osób.

## Działalność podstawowa
Firma specjalizuje się w instalowaniu, naprawach, modernizacji i konserwacji maszyn i urządzeń górniczych, przede wszystkim ścianowych obudów zmechanizowanych, a także m.in. elementów hydrauliki siłowej i sterowniczej oraz kadłubów napędowych. W tym obszarze działalność prowadzona jest w czterech wydziałach produkcyjno-remontowych, zlokalizowanych w rejonach kopalń Borynia - Zofiówka, Pniówek i Krupiński o łącznej powierzchni produkcyjno-remontowej ok. 11 850 m². Spółka produkuje też konstrukcje stalowe na podstawie dokumentacji własnej lub powierzonej oraz oferuje prace w zakresie obróbki skrawaniem z wykorzystaniem obrabiarek sterowanych numerycznie.
W latach 2004–2015 obszarem działalności JZR były również roboty górnicze w ramach których spółka oferowała takie usługi jak: drążenie wyrobisk kamienno-węglowych przy użyciu kombajnów chodnikowych, przebudowę wyrobisk oraz drążenie wyrobisk kamiennych techniką strzelniczą przy użyciu ładowarki oraz wozu wiertniczego. W okresie tym zatrudnienie sięgało ok. 1000 osób.